# Anton Willem Nieuwenhuis
Anton Willem Nieuwenhuis (Papendrecht, 22 mei 1864 – Leiden, 1 september 1953) was een Nederlands arts, etnoloog en expeditieleider die in de jaren 1890 onderzoek heeft gedaan op Borneo, Nederlands-Indië. Later was hij hoogleraar en rector aan de Universiteit Leiden.

## Biografie
Nieuwenhuis werd geboren in Papendrecht als zoon van Arend Jan Nieuwenhuis (1837-1865) en Johanna Schneider (1840-1926). Na de HBS in Deventer studeerde hij van 1883 tot 1889 medicijnen in Leiden en promoveerde in 1890 aan de Universiteit van Freiburg op het proefschrift Über Hämatoma Scroti. 
Aansluitend op zijn studie trad hij in dienst van het Nederlandse leger om vanaf 1892 als KNIL-legerarts uitgezonden te worden naar Nederlands-Indië. Hier nam hij deel aan drie belangrijke expedities naar delen van Borneo die destijds niet onder het bewind stonden van Nederland. De eerste Borneo-expeditie vond plaats in 1893/94 onder leiding van Professor Gustaaf Molengraaff. In 1896/97 werd Nieuwenhuis de eerste Europeaan die Borneo van oost naar west (en vice versa) doorkruiste, van Pontianak naar Samarinda. In Borneo leerde hij de cultuur en de structuur van het land kennen alsmede de mensen die er leefden. Ook deed hij onderzoek naar de verschillende bevolkingsgroepen van de Dajaks. Zijn derde en laatste Borneo-expeditie vond plaats van 1898 tot 1900.
In 1904 werd Nieuwenhuis benoemd tot hoogleraar geografie en etnologie aan de Universiteit Leiden met als specialisatie Indische Taal-, Land- en Volkenkunde, Nederlands-Indië, die hij op 4 mei aanvaardde met de inauguratierede De levensvoorwaarden onder volken op hoogen en op lagen trap van beschaving. Daarnaast was hij redacteur van het wetenschappelijke vaktijdschrift: Internationales Archiv für Ethnographie.
In mei 1934 ging hij op 70-jarige leeftijd met emeritaat, maar bleef daarna nog actief als etnografisch redacteur. Nieuwenhuis overleed in 1953 in zijn woonplaats Leiden. In een overlijdensbericht noemde de Indiase ornitholoog Bertram E. Smythies hem de "Borneo Livingstone".

## Werken (selectie)
- Nieuwenhuis, Anton Willem (1900) In Centraal Borneo: reis van Pontianak naar Samarinda. E.J. Brill: Leyden
- Nieuwenhuis, Anton Willem (1904–1907) Quer durch Borneo: Ergebnisse seiner Reisen in den Jahren 1894, 1896-97 und 1898-1900. E.J. Brill: Leyden. (Duitstalige editie)

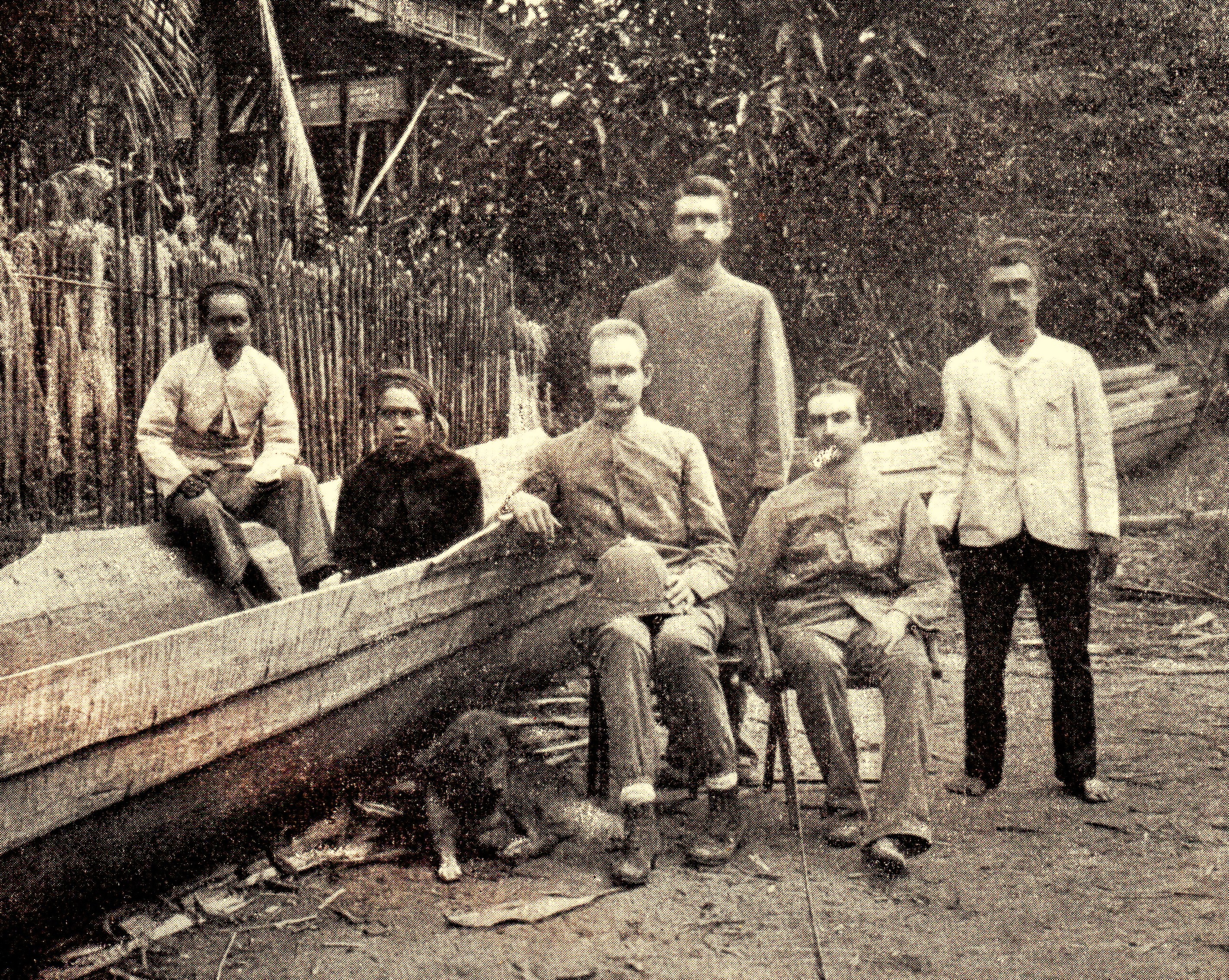
Anton Willem Nieuwenhuis in Borneo (1902)
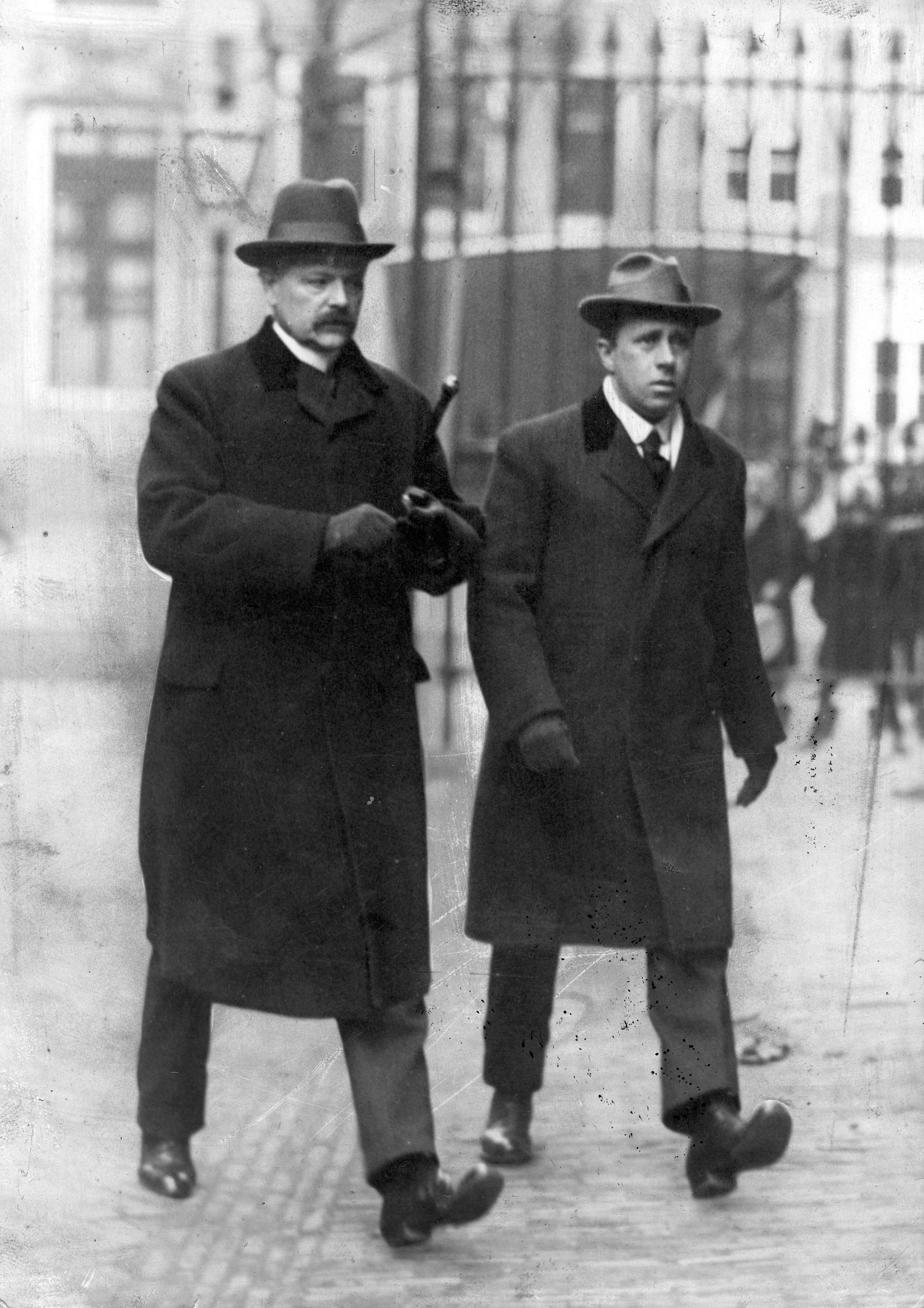
Nieuwenhuis (links) samen met Johan Huizinga  (1917)

- Bibsys: 90627905
- Biblioteca Nacional de España: XX1048601
- Author citation (botany): Nieuwenh.
- Biografisch Portaal: 79779507
- CiNii: DA09821301
- Digitale Bibliotheek voor de Nederlandse Letteren: nieu134
- Gemeinsame Normdatei: 172290694
- International Standard Name Identifier: 0000 0001 4020 177X
- Library of Congress Control Number: n93904400
- Nationale Bibliotheek van Tsjechië: xx0175495
- Nationale bibliotheek van Australië: 35832829
- Nationale Bibliotheek van Israël: 987007281098705171
- Nederlandse Thesaurus van Auteursnamen: 069876673
- Réseau des bibliothèques de Suisse occidentale: 02-A003641228
- Système universitaire de documentation: 079329853
- Virtual International Authority File: 194596280
- WorldCat: E39PBJrwWv8b3F9HXVyRXwbDbd